# Мэмет, Клара
Клара Мэмет (англ. Clara Mamet; род. 29 сентября 1994) — американская актриса и музыкант, наиболее известная своей ролью Эмбер Уивер в комедийном телесериале ABC «Соседи».

## Ранняя жизнь
Родилась в Рандолфе, в штате Вермонт, в семье драматурга Дэвида Мэмета и актрисы Ребекки Пиджон. Также является сводной сестрой Заши Мэмет и имеет брата Ноя. Её отец происходит из еврейской семьи, а её мать приняла иудаизм.

## Карьера
В 15 лет стала дееспособной. В 16 лет окончила среднюю школу, чтобы стать актрисой и драматургом. Писать сценарии начала ещё в 14 лет, но по словам актрисы, её никто тогда всерьёз не воспринимал. В 2014 году выступила сценаристом и режиссёром своего первого самостоятельного фильма «Двухбитовый вальс», полуавтобиографического фильма с участием Уильяма Мэйси, её матери Ребекки Пиджон и Джареда Гилмана. Также Мэмет написала постановки «Париж» и «Платные дети»; в последней с ней соавтором выступил Джек Куэйд.
Помимо этого Клара вместе со своей сестрой Зашей образовала дуэт The Cabin Sisters. Они предприняли неудачную попытку раскрутиться на Kickstarter с целью собрать средства для своего музыкального видео. В сентябре 2015 года стало известно, что Мэмет сыграет в фильме «Соседи. На тропе войны 2».

## Фильмография

### Фильмы
| Год  | Название                       | Роль                       | Примечания      |
| ---- | ------------------------------ | -------------------------- | --------------- |
| 2004 | Спартанец                      | дочь Билли                 |                 |
| 2010 | The Marquee                    | девочка                    | короткометражка |
| 2010 | В студии актерского мастерства | рисующая девочка           | короткометражка |
| 2010 | Наша долина                    | девочка                    |                 |
| 2013 | Ночные пути                    | активист-кинопроизводитель |                 |
| 2014 | Двухбитовый вальс              | Мод                        |                 |
| 2014 | Spirit Blossom                 | сандаловое дерево          | короткометражка |
| 2016 | Пёс-победитель                 | Лина                       |                 |
| 2016 | Соседи. На тропе войны 2       | Маранда                    |                 |
| 2016 | Сатанизм                       | Элиза                      |                 |
| 2016 | Sloan Hearts Neckface          | Слоан                      |                 |
| 2018 | Бенджамин                      | Эмбер                      |                 |

### Телевидение
| Год       | Название           | Роль              | Примечания |
| --------- | ------------------ | ----------------- | ---------- |
| 2006      | Отряд «Антитеррор» | Cи. Джей Вейсс    | 1 эпизод   |
| 2012-2014 | Соседи             | Эмбер Уивер       | 44 эпизода |
| 2013      | Фил Спектор        | Back to Mono Girl | телефильм  |
| 2015      | Уако Смако         | Эйприл            | 1 эпизод   |
| 2016–2017 | Сын Зорна          | Лайла             | 5 эпизодов |